# Прупс, Марджори
Ребекка Марджори Прупс (англ. Rebecca Marjorie Proops, 10 августа 1911, Уокинг, Суррей — 10 ноября 1996, Лондон) — британская журналистка, ведшая колонку «Дорогая Мардж» (Dear Marje) для газеты Daily Mirror.
Прупс родилась в Уокинге, графство Суррей, и была старшей дочерью Альфреда (трактирщика) и Марты Израэль (урождённой Рэйл). Позднее Альфред Израэль сменил фамилию на Рэйл. Семья переехала в Лондон, и Прупс получила образование в гимназии округа Далстон. Она преуспевала в английском языке и искусстве и обладала прекрасным контральто. Тем не менее, учителя отговаривали её от поступления. Вместо этого она пошла на курсы рисования, что позволило ей получить работу в студии недалеко от Смитфилда. В 1935 году она вышла замуж за Сидни Джозефа Прупса, от которого у неё родился сын Роберт.
В 1939 году Прупс стала журналисткой. Её первой работой была должность модного корреспондента в газете Daily Mirror. После смерти редактора проблемной страницы Прупс получила задание читать и отвечать на её письма, и вскоре сама стала заведовать этой рубрикой, и занимала эту должность до самой своей смерти. Помимо работы консультантом, она использовала свою колонку для проведения кампаний по различным вопросам. Одним из направлений, за которое она выступала, было создание специальных «отделений» для лечения и допроса жертв изнасилования, чтобы свести к минимуму стигматизацию, связанную с сообщением о таких преступлениях.
Из её выступлений на радио известным стало приглашение на комедийную программу Just a Minute на BBC Radio 4. Её книга «Гордость, предубеждение и Прупс (Воспоминания о времени)» была опубликована в 1975 году, а годом позже последовала книга «Дорогая Мардж».
В 1971 году Гилберт О’Салливан упомянул её в своём втором сингле «Underneath The Blanket Go».
В 1983 году группа Gymslips написала песню о её статьях под названием «Дорогая Мардж».
В 1969 году она была удостоена Ордена Британской империи, в 1984 году получила звание «Женщина года», в 1977 году её восковая фигура была выставлена в Музее мадам Тюссо, а в 1971 году она появилась в программе «Это твоя жизнь». В 2008 году сообщалось, что на канале BBC снимают биографическую драму о жизни Прупс.
Прупс умерла 10 ноября 1996 года в возрасте 85 лет. Она похоронена на еврейском кладбище Голдерс-Грин в Лондоне, Англия.